# Saison 4 d'Everwood
Chronologie
Saison 3
Cet article présente les épisodes de la quatrième et dernière saison de la série télévisée américaine Everwood.

## Distribution de la saison

### Acteurs principaux
- Treat Williams (VF : Patrick Béthune) : Dr Andrew « Andy » Brown
- Gregory Smith (VF : François Creton) : Ephram Brown
- Emily VanCamp (VF : Alexandra Garijo) : Amy Abbott
- Debra Mooney (VF : Isabelle Leprince) : Edna Abbott Harper
- John Beasley (VF : Saïd Amadis) : Irv Harper
- Vivien Cardone (en) (VF : Lucile Boulanger) : Delia Brown
- Chris Pratt (VF : Charles Pestel) : Brighton « Bright » Abbott
- Stephanie Niznik (VF : Juliette Degenne) : Nina Feeny
- Tom Amandes (VF : Pascal Germain) : Dr Harold Abbott
- Merrilyn Gann (VF : Coco Noël) : Rose Abbott
- Sarah Drew (VF : Sophie Froissard) : Hannah Rogers
- Scott Wolf (VF : Cédric Dumond) : Dr Jake Hartman

### Acteurs récurrents
- Justin Baldoni (VF : Adrien Antoine) : Reid Bardem (épisodes 1 à 18)
- Lukas Behnken (en) (VF : Vincent de Bouard) : Topher Cole (épisode 8)
- Sarah Lancaster (VF : Véronique Desmadryl) : Madison Kellner (épisode 22, scènes supprimées)

## Épisodes

### Épisode 01:Un retour tant attendu
- Scott Wolf (Jake Hartman)
- Sarah Drew (Hannah Rogers)
- Justin Baldoni (Reid Bardem)
- Natasha Gaty (Yoli)
- Jennifer Bledsoe (Judy)

### Épisode 02:Et Maintenant
- Scott Wolf (Jake Hartman)
- Sarah Drew (Hannah Rogers)
- Justin Baldoni (Reid Bardem)

### Épisode 03:Faites un beau sourire
- Scott Wolf (Jake Hartman)
- Sarah Drew (Hannah Rogers)
- Justin Baldoni (Reid Bardem)
- Victore Z. Isaac (Ethan)
- Maggie Baird (La mère d'Ethan)
- Margo Harshman (Maura)
- Phillip Jeanmarie (Pete Boroni)

### Épisode 04:La bataille est gagnée
- Scott Wolf (Jake Hartman)
- Sarah Drew (Hannah Rogers)
- Justin Baldoni (Reid Bardem)
- Steven R. McQueen (Kyle Hunter)
- Freda Foh Shen (Docteur Chao)
- Renée Taylor (Betty)
- Joseph Bologna (Max)

### Épisode 05:Week-end entre hommes
- Scott Wolf (Jake Hartman)
- Sarah Drew (Hannah Rogers)
- Justin Baldoni (Reid Bardem)
- Steven R. McQueen (Kyle Hunter)
- Jessica Tuck (Bonnie)

### Épisode 06:Jeux de rôles
- Scott Wolf (Jake Hartman)
- Sarah Drew (Hannah Rogers)
- Justin Baldoni (Reid Bardem)
- Steven R. McQueen (Kyle Hunter)
- Lisa Howard (Leslie Hammond)

### Épisode 07:Un choix difficile
- Scott Wolf (Jake Hartman)
- Sarah Drew (Hannah Rogers)
- Justin Baldoni (Reid Bardem)
- Jayne Brook (Mrs Rogers)
- Ben Hammond (Sam Fenney)
- Gina Ravera (Stacey)
- Keith David (Brian)

### Épisode 08:Adieux
- Scott Wolf (Jake Hartman)
- Sarah Drew (Hannah Rogers)
- Justin Baldoni (Reid Bardem)
- Jayne Brook (Mrs Rogers)
- Simon Rex (Cliff Benton)
- Lukas Behnken (en) (Topher)

### Épisode 09:La Face cachée
- Scott Wolf (Jake Hartman)
- Sarah Drew (Hannah Rogers)
- Justin Baldoni (Reid Bardem)
- Tom Parker (Brian Hartman)

### Épisode 10:Écrire pour oublier
- Scott Wolf (Jake Hartman)
- Sarah Drew (Hannah Rogers)
- Justin Baldoni (Reid Bardem)
- Leslie Hope (Laurie Fields)
- Steven R. McQueen (Kyle Hunter)
- Vicki Davies (Jessica Hunter)

### Épisode 11:Un seul être vous manque
- Scott Wolf (Jake Hartman)
- Sarah Drew (Hannah Rogers)
- Justin Baldoni (Reid Bardem)
- Leslie Hope (Laurie Fields)
- Greg Alan Williams (Jameson Cleaveland)
- Jamie Strange (Sandy)

### Épisode 12:Un homme bon
- Scott Wolf (Jake Hartman)
- Sarah Drew (Hannah Rogers)
- Justin Baldoni (Reid Bardem)
- Leslie Hope (Laurie Fields)
- Mark Elliot Silverberg (Josh)

### Épisode 13:Les Risques de la prévention
- Scott Wolf (Jake Hartman)
- Sarah Drew (Hannah Rogers)
- Justin Baldoni (Reid Bardem)
- Leslie Hope (Laurie Fields)
- Brooke Nevin (Ellie)
- Laura Regan (Ruth)

### Épisode 14:Au secours des âmes perdues
- Scott Wolf (Jake Hartman)
- Sarah Drew (Hannah Rogers)
- Justin Baldoni (Reid Bardem)
- Jon Lindstrom (Bill Schmicker)
- Albie Selnick (Doc. Franco)
- Vicki Davis (Beth)
- Ryan Hurst (Ed Carnahan)

### Épisode 15:Eaux troubles
- Scott Wolf (Jake Hartman)
- Sarah Drew (Hannah Rogers)
- Justin Baldoni (Reid Bardem)
- Reggie Austin (André)
- Kelly Carlson (Ada)
- Diane Delano (Mary)

### Épisode 16:L'Heure de vérité
- Scott Wolf (Jake Hartman)
- Sarah Drew (Hannah Rogers)
- Justin Baldoni (Reid Bardem)
- Nia Long (Cassandra)
- Michael Mclafferty (Dave)

### Épisode 17:Déprime Générale
- Scott Wolf (Jake Hartman)
- Sarah Drew (Hannah Rogers)
- Justin Baldoni (Reid Bardem)
- Elaine Kagan (Angela Bardem)

### Épisode 18:Tourner la page
- Scott Wolf (Jake Hartman)
- Sarah Drew (Hannah Rogers)
- Justin Baldoni (Reid Bardem)
- Christopher Egan (Nick Bennett)
- Kim Morgan Greene (Mrs. Thompson)
- Victoria Justice (Thalia Thompson)
- Michelle Nolden (Kathy Carmody)
- Justin Kirk (James Carmody)
- Jan Broberg (Louise)

### Épisode 19:Tel père tel fils
- Scott Wolf (Jake Hartman)
- Sarah Drew (Hannah Rogers)
- Justin Baldoni (Reid Bardem)
- Charles Durning (Gene Brown)
- Chris Egan (Nick)
- Luciana Carro (Stephanie)

### Épisode 20:Everwood en deuil
- Scott Wolf (Jake Hartman)
- Sarah Drew (Hannah Rogers)
- Justin Baldoni (Reid Bardem)
- Charles Durning (Gene Brown)
- Chris Egan (Nick)
- Luciana Carro (Stephanie)

### Épisode 21:Une nouvelle harmonieI
- Scott Wolf (Jake Hartman)
- Sarah Drew (Hannah Rogers)
- Michelle Nolden (Katie)
- Luciana Carro (Stephanie)

### Épisode 22:Une nouvelle harmonieII
- Scott Wolf (Jake Hartman)
- Sarah Drew (Hannah Rogers)
- Michelle Nolden (Katie)
- Luciana Carro (Stephanie)